# (500298) 2012 QR21
(500298) 2012 QR21 es un asteroide perteneciente al cinturón de asteroides, descubierto el 14 de agosto de 2012 por el equipo del Spacewatch desde el Observatorio Nacional de Kitt Peak, Arizona, Estados Unidos.

## Designación y nombre
Designado provisionalmente como 2012 QR21.

## Características orbitales
2012 QR21 está situado a una distancia media del Sol de 3,071 ua, pudiendo alejarse hasta 3,256 ua y acercarse hasta 2,887 ua. Su excentricidad es 0,060 y la inclinación orbital 10,15 grados. Emplea 1966,57 días en completar una órbita alrededor del Sol.

## Características físicas
La magnitud absoluta de 2012 QR21 es 16,3.